# Swandive
Swandive est un groupe de musique suisse fondé en 1995 par Ann Kathrin Lüthi, Lorenz Haas et Marco Neeser (Sky Antinori). En 1999, Ali Salvioni et Ivan E. rejoignent le groupe, qui finit par se dissoudre en 2002 pour cause de discordances.
La chanteuse Ann Kathrin Lüthi mène depuis une carrière solo sous le nom de Annakin et Marco Neeser a fondé le groupe Division Kent avec son épouse Andrea B.
Style : trip hop, musique atmosphérique, relaxante et chaleureuse.
C'est une reprise de Losing My Religion de R.E.M. qui les a fait connaître.

## Discographie
- Anyone on the Air (2000)
- Intuition (1997)